# 耶律蘂奴
耶律蘂奴（?—?），辽国（契丹）政治人物、軍人，契丹族。辽道宗时南府宰相。
耶律蘂奴开始担任广德军节度使。咸雍三年（1067年）六月壬申，辽道宗任命耶律蘂奴为南府宰相。咸雍七年（1071年）十月壬戌，辽道宗以南府宰相耶律蘂奴为南京统军使。大康元年（1075年）十二月初一己丑朔，辽道宗以南京统军使耶律蕊奴为惕隐。